# Bovenklasse

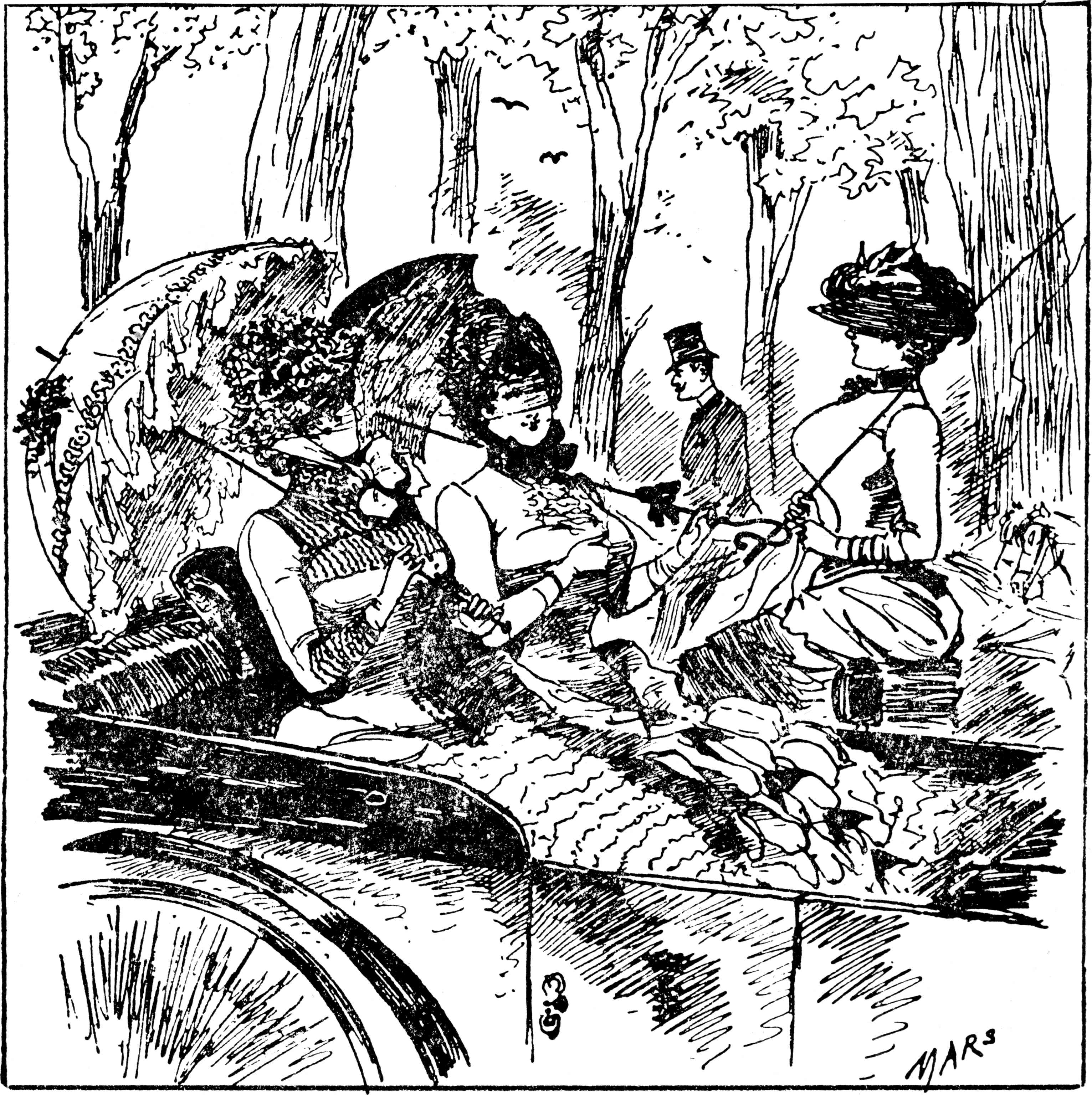
Dames uit de bovenklasse, 1881

De bovenklasse of bovenlaag (Engels: upper class) is een sociale klasse bestaand uit welgestelde personen die financieel onafhankelijk zijn en in staat zijn van hun reeds verkregen vermogen te leven.
De bovenklasse is een elite die is geboren en opgegroeid in sferen van culturele, bestuurlijke of maatschappelijke verdiensten, adeldom of oud geld.